# Arbowirusy
Arbowirusy – grupa wirusów przenoszonych przez stawonogi, przede wszystkim przez kleszcze. Nazwa grupy jest skrótem angielskiego określenia arthropod borne viruses.
Niektóre choroby wywoływane przez arbowirusy:
- gorączka Zachodniego Nilu[3][4]
- denga[2][4]
- japońskie zapalenie mózgu[4]
- żółta febra[4][5]
- chikungunya[6]
- zakażenie wirusem Sindbis[2][4]
- krymsko-kongijska gorączka krwotoczna[4]
- rosyjskie wiosenno-letnie kleszczowe zapalenie mózgu[7]
- zapalenie opon mózgowo-rdzeniowych wywołane przez wirusa Tribec[8][9]
- gorączka doliny Rift[4]